# Тарасів Яр
Тарасів Яр — гідрологічний заказник місцевого значення. Об'єкт розташований на території Звенигородського району Черкаської області, село Моринці.
Площа — 29,4 га, статус отриманий у 2010 році.
Статус надано з метою збереження природних комплексів до складу яких входять болотні масиви, водно-болотні угіддя, заплавні території та водні об'єкти, тваринний і рослинний світ яких представлений типовими та унікальними для регіону видами, різноманітною болотною та лучною рослинністю.